# Лайман Пейдж
Лайман Пейдж (англ. Lyman Page, нар. 24 вересня 1957 Сан-Франциско, Каліфорнія, США) — американський фізик. Фахівець з космології.

## Біографія
У 1978 здобув ступінь бакалавра в Боудін-коледжі, в 1989 році захистив дисертацію на ступінь доктора філософії в Массачусетському технологічному інституті. З 1991 року працює в Принстонському університеті. Один з розробників апаратури для космічного апарата WMAP, призначеного для вивчення реліктового випромінювання, що утворилося внаслідок Великого вибуху.

## Нагороди та визнання
- 1987—1989: стипендія програми досліджень студентів-випускників НАСА
- 1992 & 1994: Навчальна премія Принстонської інженерної ради
- 1993: Премія Національного наукового фонду
- 2003: Лекція Примакова
- 2003: Премія і лекція Марка Ааронсона
- 2004: член Американської академії мистецтв і наук
- 2006: Лекція Філіпс
- 2006: член Національної академії наук США
- 2010: Премія Шао[7]
- 2015: Премія Грубера з космології[8]
- 2018: Премія з фундаментальної фізики[9]